# Eric Asimov
Eric Asimov (Oyster Bay, 17 de julho de 1957) é um crítico estadunidense, especializado em vinhos e comida e chefe do segmento no jornal The New York Times.

## Biografia

### Primeiros anos e formação acadêmica
Asimov nasceu em Bethpage [en], em Nova Iorque, distrito de Oyster Bay, filho de Stanley Asimov, ex-vice-presidente de administração editorial do Newsday, e de Ruth Asimov, uma artista de cerâmica. Ele é sobrinho do escritor Isaac Asimov e irmão da escritora Nanette Asimov, do jornal San Francisco Chronicle.
Asimov estudou na Universidade Wesleyan, formando-se em 1980, e fez pós-graduação em estudos americanos na Universidade do Texas em Austin. Asimov casou-se com Jacalyn Lee, também formada pela Wesleyan, em 1989; o casal se divorciou posteriormente. Asimov casou-se posteriormente com Deborah Hofmann, com quem tem dois filhos.

### Carreira
Tendo trabalhado anteriormente para o jornal The Chicago Sun-Times, Asimov começou a trabalhar para o The New York Times em 1984 como editor de notícias nacionais. Entre 1991 a 1994, ele foi editor da seção Living e, de 1994 a 1995, editou a seção Styles do Times.
Em 1992, Asimov concebeu e escreveu a coluna $25 and Under dedicada a “restaurantes onde as pessoas podem comer luxuosamente por 25 dólares ou menos”. Depois de vários anos escrevendo a coluna, o termo “$25 and Under” tornou-se menos literal e mais sugestivo de pratos baratos. Até 1997, a coluna aparecia no jornal aos finais de semana. Posteriormente, foi transferida para as quartas-feiras na seção “Dining In, Dining Out”. Entre os anos de 1995 e 1998, Asimov publicou compilações anuais das colunas $25 and Under como livros.
Entre 2000 e 2004, Asimov foi co-autor do New York Times Guide to Restaurants in New York City, publicado anualmente, com Ruth Reichl [en] e William Grimes [en].
Asimov tornou-se o principal crítico de vinhos do The New York Times em 2004, e a coluna $25 and Under foi delegada a outros críticos. Asimov escrevia sobre vinhos desde 1999. Como crítico chefe da área de vinhos, ele escreve duas colunas, “The Pour” e “Wines of the Times” (ou, ocasionalmente, “Beers of the Times”, voltada a cervejas), ambas publicadas no jornal em uma programação quinzenal alternada. Em março de 2006, Asimov começou a escrever um blog sobre vinhos para o jornal, também intitulado “The Pour".
Asimov também fez trabalhos como freelancer para outras publicações, incluindo Food & Wine [en], Details, Martha Stewart Living [en] e Sommelier Journal [en].
Entre os anos de 1999 e 2004, Asimov tinha um espaço diário na estação de rádio WQXR, de propriedade do The New York Times (por volta das 8h25), durante o qual fazia críticas sobre comida e vinho. Quando se tornou crítico chefe de vinhos do The New York Times em 2004, Eric reduziu seu tempo na WQXR para um espaço semanal sobre vinhos. Depois que o The New York Times vendeu a estação para a WNYC [en], o novo proprietário eliminou muitos recursos da WQXR.

## Trabalhos
- $25 and Under: A Guide to the Best Inexpensive Restaurants in New York, 1995[18]
- $25 and Under: A Guide to the Best Inexpensive Restaurants in New York, 1996[19]
- $25 and Under: A Guide to the Best Inexpensive Restaurants in New York, 1998[20]

Em coautoria com Ruth Reichl [en] e William Grimes [en]:
- The New York Times Guide to Restaurants in New York City, 2000
- The New York Times Guide to Restaurants in New York City, 2001[21]
- The New York Times Guide to Restaurants in New York City, 2002[22]
- The New York Times Guide to Restaurants in New York City, 2003[23]
- The New York Times Guide to Restaurants in New York City, 2004[24]